# Fumichon (Manche)
Pour les articles homonymes, voir Fumichon (homonymie).
Fumichon est une ancienne commune de la Manche. En l’an III de la République, elle fusionne avec Saint-Ouen-de-Baudre pour former la commune de Baudre.

## Géographie
Le village de Fumichon est situé au Sud de Saint-Lô sur le Fumichon (rivière) ; la partie communale était formée par une pente orientée Sud-Nord dont la limite Nord était la rivière.
Actuellement, le hameau est situé Rue du Vieux Fumichon.

## Toponymie
Dans une notice de confirmation par Guillaume le Conquérant des biens de la cathédrale de Coutances datée de 1056, on trouve une mention de Baldra et Folmucen.
Le toponyme s'est retrouvé plus tard sous la forme de Folmuçon, puis Folmichon ou Fouinichon avant de devenir enfin Fumichon.

## Administration
| Période | Période | Identité | Étiquette | Qualité |
| --- | ------- | -------- | --------- | ------- |
| Une partie des données est issue de liste établie par issue de l'ouvrage "601 communes et lieux de vie de la Manche" |         |          |           |         |

## Démographie
| 1793 | - | - | - | - |
| ---- | - | - | - | - |
| -    | - | - | - | - |

## Lieux et monuments
La paroisse ne semble pas avoir été dotée d'une église.